# Netta peposaca
El pato peposaca,  pato picazo (en Argentina, Bolivia, Perú y Uruguay) (Netta peposaca), también denominado pato negro (en Chile), o cresta rosa o pato cresta rosa (en Paraguay), es una especie de ave anseriforme perteneciente a la familia Anatidae. Su nombre binomial proviene del griego νῆσσα = pato y de la transcripción latinizada del nombre guaraní (ype pepo sakâ) para esta especie.  

## Descripción
El pico de este pato es rojo en los machos y de color pizarra en las hembras. Aunque aparece clasificado en la subfamilia Aythynae (o en la tribu Aythyini) junto a los patos buceadores o porrones, este pato se alimenta en superficie, es decir, no se sumerge.

## Distribución
Se trata de un ave endémica de Sudamérica. Se encuentra en Argentina, en el centro de Chile, Paraguay, Uruguay y el sur de Brasil. La población en el sur de Argentina migra hacia el norte durante el invierno austral, llegando hasta Brasil y el sur de Bolivia. Aparece ocasionalmente en las Islas Malvinas. Además es divagante en Perú.